# جات نبهان (السبرة)

تعديل مصدري - تعديل

جات نبهان محلة تابعة لقرية منزل الطاحون، التابعة لعزلة مطاية بمديرية السبرة إحدى مديريات محافظة إب في الجمهورية اليمنية.، بلغ تعداد سكانها 280 حسب تعداد اليمن لعام 2004.